# Spilogona obscuripennis
Spilogona obscuripennis är en tvåvingeart som först beskrevs av Stein 1916.  Spilogona obscuripennis ingår i släktet Spilogona och familjen husflugor. Arten är reproducerande i Sverige. Inga underarter finns listade i Catalogue of Life.